# Marcilly-sur-Seine

Marcilly-sur-Seine este o comună în departamentul Marne, Franța. În 2009 avea o populație de 642 de locuitori.